# Joaquín Casañ Alegre
Joaquín Casañ Alegre (1843 - 1911) fue un historiador y político español, director de la biblioteca de la Universidad de Valencia de 1896 a 1908.

## Obras
- Curso elemental razonado de Historia universal (1871)
- La cruz de la expiacion: (leyenda histórica del siglo XIII) (1877)
- Casas para obreros : memoria que, sobre su estudio y medios de plantearlas en España, redactó como ponente de la Comisión de Reformas Sociales en el Ateneo Complutense (1890)
- Contestaciones al programa de la asignatura de Retórica y Poética: (Literatura preceptiva) (1891)
- Colección de documentos inéditos del Archivo general del reino de Valencia (1894)
- Vida de la Santísima Virgen María madre de Dios : con la descripción de los lugares que habitó en Palestina y Egipto, y principales festividades de la Virgen : escrita con sujeción a los sagrados textos, y obras escritas sobre la Santa Señora aprobadas por la Autoridad Eclesiástica / por Joaquín Casañ y Alegre (1899)

Prólogos a:
- Violetas del Henares: Miscelánea de ensayos en prosa y verso (1878), de Andrés Balló